# FC BATE Borisov
Football Club BATE Borisov - em bielorrusso, Футбольны клуб БАТЭ - é um clube de futebol da Bielorrússia, sediado na cidade de Borisov.
Entretanto, é mais conhecido por seu nome russificado, BATE Borisov - БАТЭ Борисов, em russo -, que é, inclusive, o nome disposto em seu escudo. É mais habitualmente chamado apenas de BATE, acrônimo para Borisov Automobile and Tractor Electronics. Seu estádio, a Borisov Arena, foi inaugurada em 2014.
Fundado em 1973, ganhou o campeonato interno da então RSS da Bielorrússia três vezes (já no ano seguinte, em 1974, e em 1976 e 1979), mas nunca passou de clube de baixo escalão no campeonato soviético.
Após a independência da Bielorrússia, ganhou seu primeiro campeonato bielorrusso em 1999. Ganharia também em 2002, 2006, 2007, 2008, 2009, 2010, 2011 , 2012, 2013, 2014, 2015, 2016, 2017 e 2018, sagrando-se o maior campeão do país. Tornou-se heroicamente o primeiro clube bielorrusso a chegar à fase final, de grupos, da Liga dos Campeões da UEFA , na temporada 2008/2009.(o Dínamo Minsk participara do principal torneio europeu de clubes em 1983 como campeão soviético, mas a competição ainda chamava-se Copa dos Campeões da UEFA), após passar por Valur (da Islândia), Anderlecht (Bélgica) e Levski Sófia (Bulgária). Contra a equipe búlgara, surpreendeu ao vencer ao jogo de ida, no campo do adversário, por 1 x 0. Na volta, segurou o empate de 1 x 1 suficiente para a histórica classificação.
O BATE também revelou os jogadores bielorrussos de mais sucesso pós-independência, Alyaksandar Hleb (ex-Arsenal e Barcelona) e Vitali Kutuzaw (Pisa).
Também participou das fase de grupos da Liga dos campeões de 2011/12, onde passou por Linfield, Ekranas e Sturm Graz antes de chegar a fase de grupos, onde foi eliminado em último colocado num grupo com Barcelona, Milan e Viktoria Plzen. Voltou a participar na temporada seguinte, onde acabou eliminando Vardar, Debrecen e Hapoel Shmona nas fases preliminares. Na fase de grupos, terminou na inédita terceira colocação, classificando-se para a Liga Europa ficando atrás de Bayern de Munique e Valencia, e deixando para trás o Lille (chegou a vencer o futuro campeão Bayern, por 3x1). Na temporada 2013/14, foi eliminado nas fases preliminares da Champions e na fase de grupos da Liga Europa.
Voltou a fase de grupos da Champions em 2014/15, eliminando Skënderbeu Korçë, Debrecen e Slovan Bratislava nas qualificações e ficando num grupo equilibrado, junto com Porto, Shakhtar Donetsk e Athletic Bilbao.

## Elenco em março de 2020
- Atualizado até Março de 2020 [4]

## Títulos
| Nacionais | Nacionais                 | Nacionais | Nacionais                                                                                      |
|           | Competição                | Títulos   | Temporadas                                                                                     |
| --------- | ------------------------- | --------- | ---------------------------------------------------------------------------------------------- |
|           | Campeonato Bielorrusso    | 16        | 1999, 2002, 2006, 2007, 2008, 2009, 2010, 2011, 2012, 2013, 2014, 2015, 2016, 2017, 2018, 2022 |
|           | Copa da Bielorrússia      | 5         | 2006, 2010, 2015, 2020, 2021                                                                   |
|           | Supercopa da Bielorrússia | 8         | 2010, 2011, 2013, 2014, 2015, 2016, 2017, 2022                                                 |

## Uniformes

### Uniformes atuais
- 1º - Camisa azul, calção e meias azuis.
- 2º - Camisa amarela, calção e meias amarelas.

| Primeiro Uniforme | Segundo Uniforme |  |

### Uniformes anteriores
- 2014-15

| Primeiro | Segundo |

- 2013-14

| Primeiro | Segundo |

- 2012-13

| Primeiro | Segundo |

- 2011-12

| Primeiro | Segundo | Primeiro Europa | Segundo Europa |

- 2010-11

| Primeiro | Segundo | Terceiro |  |

- 2009-10

| Primeiro | Segundo | Terceiro |

- 2008-09

| Primeiro | Segundo |

- 2007-08

| Primeiro | Segundo |

- 2006-07 (Adidas)

| Primeiro | Segundo |

- 2006-07 (Diadora)

| Primeiro | Segundo |

### Escudo
| Evolução do escudo do BATE Borisov | Evolução do escudo do BATE Borisov | Evolução do escudo do BATE Borisov | Evolução do escudo do BATE Borisov | Evolução do escudo do BATE Borisov | Evolução do escudo do BATE Borisov | Evolução do escudo do BATE Borisov | Evolução do escudo do BATE Borisov | Evolução do escudo do BATE Borisov |
|                                    |                                    | Até 2020                           | Escudo atual                       |                                    |                                    |                                    |                                    |                                    |
| ---------------------------------- | ---------------------------------- | ---------------------------------- | ---------------------------------- | ---------------------------------- | ---------------------------------- | ---------------------------------- | ---------------------------------- | ---------------------------------- |

## Atletas conhecidos
- Alyaksandar Hleb
- Vitali Kutuzaw
- Yuri Zhevnov
- Dmitri Likhtarovich
- Hovhannes Goharyan
- Mateja Kežman